# Lau-Balagnas
Lau-Balagnas é uma comuna francesa na região administrativa de Occitânia, no departamento dos Altos Pirenéus. Estende-se por uma área de 2,9 km². Em 2010 a comuna tinha 537 habitantes (densidade: 185,2 hab./km²).